# Daphne och Velma
Daphne och Velma är en amerikansk komedimysteriefilm 2018 regisserad av Suzi Yoonessi. Det är den femte Scooby-Doo-live-actionfilmen. Filmen är en prequel/spinoff med Daphne Blake och Velma Dinkley. Filmen producerades av Ashley och Jennifer Tisdales Blondie Girl Productions tillsammans med Blue Ribbon Content. Den hade premiär på Chicago Comic & Entertainment Expo (C2E2) den 7 april 2018 och släpptes på DVD, Blu-ray och Digital HD den 22 maj 2018 av Warner Bros. Home Entertainment. I Sverige släpptes den på DVD 8 oktober 2018.

## Rollista
- Sarah Jeffery som Daphne Blake
- Sarah Gilman som Velma Dinkley
- Vanessa Marano som Carol
- Brian Stepanek som Nedley Blake
- Nadine Ellis som Elizabeth Blake
- Arden Myrin som Principal Piper
- Brooks Forester som Tobias Bloom
- Lucius Baston som Mr. Nussbaum
- Courtney Dietz som Mikayla
- Stephen Ruffin som Nathan
- Fray Forde som Ryder
- Evan Castelloe som Griffin
- Daniel Salyers som Mike
- Adam Faison som Spencer
- Jessica Goei som Olivia
- Mickie Pollock som Two-Mop Maggie
- Tucker Halbrooks som Skater Guy